# Adil Sultan
Adil Sultan (+ 1363) fou kan del Kanat de Txagatai el 1363. Era el fill del kan Muhammad I ibn Pulad (1342-1343). Es diu que tenia les dents més grans que s'havien vist mai i també era llegendària la mida de les seves orelles que d'una manera exagerada es deia que podien encabir un elefant cadascuna.
El 1363 Amir Husayn dels karaunes, després d'expulsar els mongols orientals de Transoxiana, el va elevar a kan nominal, però al cap de poc temps va perdre el suport de l'amir i fou ofegat. El va succeir Khabul Shah.

## Referència
- Manz, Beatrice Forbes, The Rise and Rule of Tamerlane. Cambridge University Press, 1989, ISBN 0-521-34595-2.
- René Grousset, L'empire des steppes, Attila, Gengis-Khan, Tamerlan, París 1938, quarta edició 1965, en línea  PDF